# Camaxtli Patera
La Camaxtli Patera è una struttura geologica della superficie di Io.